# Mikroskop sił bocznych
Mikroskop sił bocznych (ang. Lateral Force Microscopy - LFM) - modyfikacja mikroskopu sił atomowych (AFM) działająca w trybie kontaktowym. W klasycznej wersji AFM wychylenie belki dźwigni, na końcu której znajduje się igła pomiarowa, podczas jej ruchu po badanym materiale, rejestrowane jest tylko w pionie i daje informację o topografii powierzchni. W mikroskopii sił bocznych uwzględniane jest również skręcenie belki spowodowane oddziaływaniem sił bocznych na przesuwającą się po materiale igłę (ruch jest prostopadły do osi belki na płaszczyźnie badanego materiału). Siły boczne wynikają z siły tarcia igły po materiale oraz z napotykanych nierówności powierzchni. Umożliwia to badanie współczynników tarcia materiałów oraz analizę topografii powierzchni.

## Detektor PSPD
Do wykrywania położenia belki wykorzystywany jest, tak jak w mikroskopii AFM, promień lasera, który po odbiciu od belki pada na fotodetektor PSPD (ang. Position-Sensitive Photodetector). Zmiany położenia punktu padania wiązki lasera na detektor przetwarzane są na informację o położeniu belki. W klasycznym AFM wykorzystywane są detektory o dwóch komórkach (góra-dół), do przetwarzania informacji  o wychyleniu w pionie, natomiast w LFM wykorzystywane są detektory czterokomórkowe (ułożone w kwadrat), aby zapewnić możliwość detekcji odchylenia bocznego wiązki lasera.

## Różnicowanie uzyskiwanych sygnałów

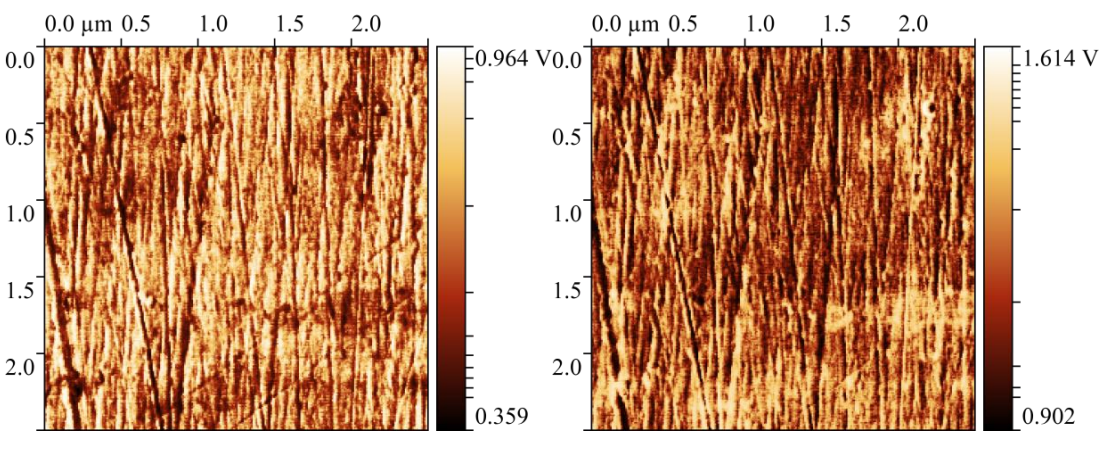
Obrazy LFM stopu Zr40Ti15Cu10Ni10Be25 z przejazdów w lewo i w prawo

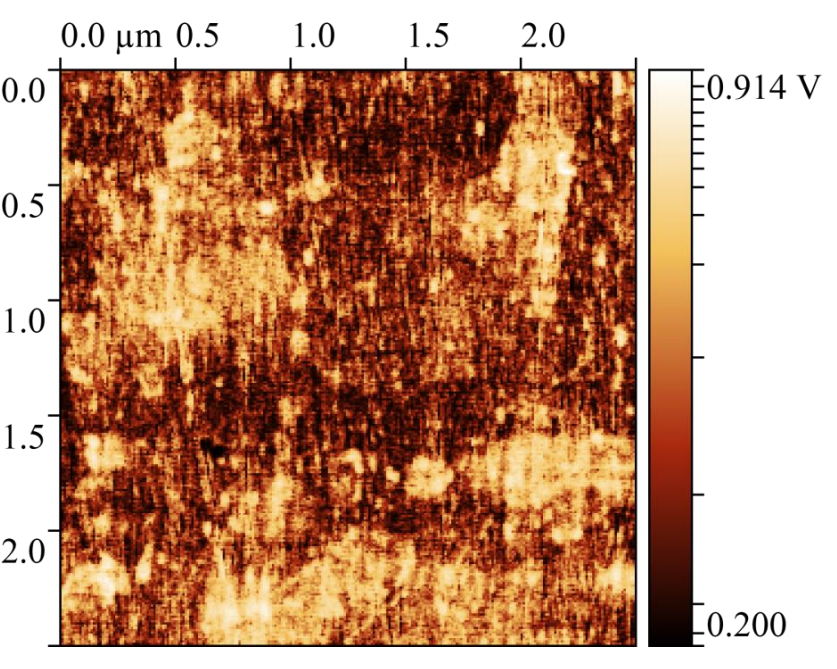
Obraz LFM stopu Zr40Ti15Cu10Ni10Be25 po odjęciu sygnałów z przejazdów w lewo i w prawo. Widoczne wzmocnienie sygnału od siły tarcia.

Uzyskiwany sygnał zawiera zarówno informację o wychyleniu igły spowodowanym tarciem jak i spowodowanym napotykanymi nierównościami. Aby zróżnicować i oddzielić te dwie wartości wykorzystuje się dwukrotny przejazd igły po tej samej linii (lewo-prawo). Wychylenie spowodowane tarciem będzie miało przeciwne wartości przy przejazdach w przeciwne strony, jako że siła tarcia zawsze działa przeciwnie do kierunku ruchu. Natomiast wychylenie spowodowane nierównościami powierzchni - te same. Spowodowane jest to charakterystycznym sposobem pokonywania nierówności przez igłę, która wślizguje się na nierówność lub ześlizguje się z niej zachowując skierowanie czubka igły w kierunku obszaru bardziej oddalonego od belki (niższego). Sygnały uzyskane dla przejazdów w przeciwnych kierunkach odejmuje się lub dodaje co powoduje, odpowiednio, wygaszenie składowych od nierówności i podwojenie od tarcia lub wygaszenie składowych od tarcia i podwojenie od nierówności.